# لي مو
لي مو (بالصينية: 李牧، وفاة 229 ق.م)، الاسم الشخصي (زُو، 繓) إسم المجاملة (مو، 牧)، جنرال عسكري في قوات مملكة شاو [الإنجليزية] حارب خلال فترة الممالك المتحاربة من تاريخ الصين، إعتبره المؤرخون الصينييون واحد من بين أربعة جنرالات عظام خلال حقبة الممالك المتحاربة المتأخرة إلى جانب كل من باي تشي، وانغ جيان، ليان بو.
في نهاية حياته طرد من منصبه ثم أعدم أو أجبر على الإنتحار، بعد أن إنتصرت تشين على مملكة شاو.

## حياته
في عام 265 ق.م، وضع لي مو على رأس قوات شاو في قيادة يانمين [الإنجليزية] التابعة لهم وأُمر بالدفاع عن القيادات الشمالية الغربية يانشان (雁山) ودايجون (代郡) التي تمثل حدود شاو من هجمات شيونغنو (匈奴) والقبائل الأخرى، في البداية إتخذ إسترتيجية دفاعية فقط لم يبد أي محاولة هجوم أو ملاحقة قوات شيونغنو أثناء إغارتها على الحدود، غيّر من إستراتيجيته لاحقًا حيث أعدت دولة شاو جيشتًا يتكون من 1,300 عربة حربية و13،000 فارس و 50,000 جندي مشاة و100،000 من الرماة وإنتشر الجيش في الريف على حدود، أرسلت شيونغنو قوة صغيرة للإغارة، إستغل لي مو هذا ليتظاهر بالهزيمة والإنسحاب تاركًا عدة آلاف من الجنود فقط، سمع تشانيو [الإنجليزية] (أو شيان-يو لقب لزعيم تجمع شيونغنو) بهذا النصر ليقوم ويرسل قوة كبيرة لغزو مملكة شاو، أثناء هذا قام لي مو بتقسيم جيش شاو إلى قسمين لتتم محاصرة قوات شيونغنو ثم ضربهم بقسوة حتى أوقع منهم مئات الألوف من القتلى، ثم قامت شاو بإبادة دان لان وهزيمة دونغ هو، وأجبر لين هو على الإستسلام، جعل هذا شيان-يو يفر هاربًا لتبقى بعد هذه الحملة حدود شاو آمنة من الغارات لأكثر من 10 سنوات.
في عام 243 ق.م، تولى لي مو قيادة قوات شاو في الحرب ضد يان وتمكن من إسقاط مدينتي أوسوي (武遂) وفانغتشينغ (方城)، لكن بسبب انتقال ليان بو إلى خدمة مملكة وي، وإنشقاق جو شين (劇辛) إلى يان، وموت هو جي (扈輒) في إحدى المعارك سنة 233، بقي لي مو الجنرال الوحيد لقوات شاو لذا حول تركيزه لحماية الأجزاء الغربية من المملكة بسبب تزايد التهديدات من دولة تشين نتيجة صعود ملكها الجديد تشين شي هوانغ، لكن كانت شاو قد عانت في وقت سابق من خسائر كبيرة نتيجة هزيمة مطلقة على يد قوات تشين بقيادة باي تشي في معركة تشانغ بينغ عام 260 ق.م، خسرت خلالها شاو كامل جيشها البالغ 400,000 بعد أن أعدمته قوات تشين بالكامل وسقطت معظم المناطق الأساسية على يد تشين، علاوةً على ذلك تم عزل شاو دبلوماسيًا حيث كانت ممالك وي [الإنجليزية] ويان [الإنجليزية] وهان [الإنجليزية] المحيطة أضعف من أن تقدم أي نوع من الدعم، بينما تشي وتشو كانوا على إستعداد لتقبل هزيمة شاو [الإنجليزية] على يد تشين أكثر من محاولة تقديم المساعدة.
في عام 233 ق.م، هاجمت قوات تشين مدينتي تشيلي (赤麗) وشوانان (宣安)، نقل لي مو قواته وعسكر في فيدي (肥地) منتظرًا قدوم جيش تشين بقيادة الجنرال هوان يي (桓齮) واضعًا خطة تقتضي تقسيم قوات تشين ومهاجمة أحد الأقسام، خلال المعركة نجحت خطته وهُزم جيش تشين في ييان (宜安)، نتيجة هذا الإنجاز حصل لي مو لقب نبيل، بعد عام واحد تمكن من الإطاحة بقوات تشين مرة أخرى في فانوي (番吾).
في عام 229 ق.م، قادت تشين حملة كبيرة ضد (تحالف) الممالك الستة الأخرى ضدها وقاد الحملة على شاو الجنرال وانغ جيان (王翦)، خطط لي مو والجنرال سيما شانغ (司馬尚) لإستخدام نفس الإستراتيجية التي نجحت ضد تشين قبل 3 سنوات، لكن وانغ جيان نجح بزرع جواسيس في بلاط شاو الحاكم ليقوموا برشوة إثنين من الوزراء الرئيسيين في البلاط الحاكم وهما غو كاي (郭開) وهان كانغ (韓倉) ليقوموا بإقناع ملك شاو ليستبدل لي مو وسيما شانغ بالقادة شاو كونغ (趙蔥) ويان جو (顏聚) في قيادة الجيش بزعم أن لي مو كان يخطط للتمرد ونجحت الخطة، تم طرد لي مو من منصبه وبعد ذلك بوقت قصير مات إما إعدامًا أو أجبر على الإنتحار بأمر من الملك.
بموت لي مو، أصبح سقوط شاو نصب أعين تشين وبعد وقت ليس بطويل سقطت هاندان (邯鄲) عاصمة شاو مع الملك داي [الإنجليزية] لتتلاشى بهذا ولاية شاو من التاريخ.

## الإرث
يظهر لي مو عادةً كحارس بوابة [الإنجليزية] على المعابد الصينية والطاوية مقترنًا عادةً مع باي تشي، كما تم الإحتفال بذكراه في بهو معبد جينبيان بجانب بوابة تيانزان في معبر يانمين [الإنجليزية] في إقليم شانشي.

## في الثقافة الشعبية
ظهر على انه الخصم الرئيسي في مانغا كينغدوم للمانغاكا هارا ياسوهيسا تحت اسم ريبوكو (اللفظ الياباني للإسم الأصلي)، يعتبر نفسه من دعاة السلام لكنه بالحقيقة مخطط حربي عبقري وأحد «سماوات شاو الثلاثة العظام» من أفضل الجنرالات في السلسلة، شغل منصب رئيس وزراء دولة شاو حتى جرده الملك من هذا اللقب، مهارته التكتيكية في الحرب ممتازة تضاهي مهارة المخططين البارزين الآخرين مثل وانغ جيان (أو سين) واللورد تشانغبينغ (شوهيكن).
في المانغا غالبًا ما يظهر إهتمامه بمهارة لي شين [الإنجليزية] ويصفه بأنه موهبة صاعدة.
قام المانغاكا ياسوهيسا بنشر مانغا ون-شوت قبل نشر «كينغدوم» يظهر فيها تفاصيل وخلفية حياة لي مو.

## طالع أيضًا
- حقبة الممالك المتحاربة
- فترة الربيع والخريف
- تاريخ الصين
- باي تشي